# Bart de Ligt

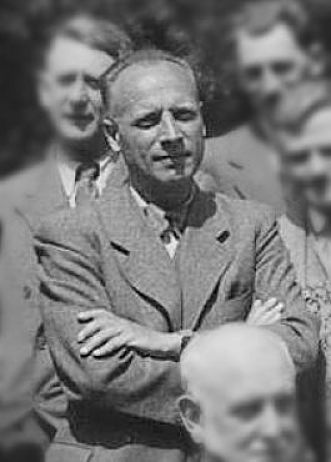
Bart de Ligt

Bart de Ligt, eigentlicher Name: Bartholomeus de Ligt (* 17. Juli 1883 in Schalkwijk, Gemeinde Haarlem, Niederlande; † 3. September 1938 in Nantes, Frankreich) war ein niederländischer Antimilitarist, reformierter Theologe, Autor und Anarchist. Er gilt als eine „der hervorragendsten und produktivsten Persönlichkeiten der Friedensbewegung überhaupt“.

## Leben und Wirken
Von 1903 bis 1910 absolvierte De Ligt ein Theologiestudium an der Universität Utrecht und wurde Prediger der Nederlandse Hervormde Kerk in Nuenen (Brabant). Beeinflusst von Tolstoi, Hegel, Kant und anderen bekannte er sich 1910 zum christlichen Sozialismus. Er war zu dieser Zeit, zusammen mit Année Rinzes de Jong, Redakteur des Monatsblattes „Wereldvrede“ (Weltfriede) und wurde Mitglied des „Bundes der Christen-Sozialisten“ (Bond van Christen-Socialisten, BCS) sowie Redakteur der BCS-Zeitschrift „Opwaarts“ (Aufwärts).
Im Ersten Weltkrieg schrieb De Ligt gegen den Krieg, welcher seiner Meinung nach allein den Interessen der Kapitalisten diente. Zugleich kritisierte er die Amtskirchen, die, so De Ligt, durch ihre Unterstützung der „herrschenden Klasse“ den Krieg ermöglichten. Ebenfalls kritisierte er die arbeitende Bevölkerung, die sich von der Kriegsindustrie und an der Front missbrauchen ließ. Er rief zur Dienstverweigerung, Arbeitsstreiks und allgemeinen Entwaffnung auf. 1914 beteiligte er sich am Manifest „De schuld der kerken“ (Die Schuld der Kirchen) und 1915 beim „Dienstverweigerungsmanifest“ („Manifest für Wehr- und Kriegsdienstverweigerung“), das auch von Hendrik Ebo Kaspers und Jan Sterringa unterzeichnet wurde. Dafür kam er 1916 für 15 Tage in Haft. Im Jahr darauf trat er aus der reformierten Kirche aus.
Durch seine kritische Stellungnahmen gegenüber Kirche und Staat kam De Ligt in Kontakt mit sozialistischen Schriften, besonders von Syndikalisten und Anarchisten, u. a. von Peter Kropotkin, Pierre-Joseph Proudhon und dem Philosophen Jean-Marie Guyau. Er wurde 1921 Mitgründer des „Internationalen Antimilitaristischen Büros“ (Internationaal Anti-Militaristisch Bureau, IAMB) und trat – wie auch Johan de Haas – für die „Internationale Antimilitaristische Vereinigung“ (Internationale Anti-Militaristische Vereeniging, IAMV) als Redner auf. 1921 wurde De Ligt zum Vorsitzenden des IAMB gewählt. Im selben Jahr hielt er bei einer Demonstration eine vielbeachtete Rede für den Dienstverweigerer Herman Groenendaal, der sich im Hungerstreik befand. De Ligt rief in seiner Rede zu einem Solidaritätsstreik auf; daraufhin wurde er zu 26 Tagen Gefängnis verurteilt.

„Im Namen von Jesus Christus, im Namen von Marx, im Namen von Bakunin, im Namen von Kropotkin, im Namen von Tolstoi und im Namen von Groenendaal rufe ich euch auf zu verweigern, Kasernen und Gefängnisse zu bauen; zu verweigern, Kriegsmaterial anzufertigen; zu verweigern, in den Militärdienst zu treten; und ich rufe euch auf, aus Protest gegen das Gefangenhalten von Groenendaal in den Generalstreik zu treten.“

1919 war er Mitgründer des „Bundes Revolutionär-Sozialistischer Intellektueller“ (Bond van Revolutionair-Socialistische Intellectuelen) und Redakteur der IAMC-Zeitschrift „De wapens neder“ (sinngemäß: Nieder mit den Waffen). Der Anarchistenkongress in Berlin vom 25. bis zum 31. Dezember 1921 bestätigte ihn in seiner Meinung, dass sich eine freie Gesellschaft eher durch den Anarchismus als durch den Marxismus verwirklichen lasse. 1922 veröffentlichte er „Anarchisme en Revolutie“ (Anarchismus und Revolution), darin räumte er ein, dass der Anarchismus von den Gesellschafts- und Staatstheorien des Marxismus noch lernen könne. In diesen Jahren korrespondierte De Ligt unter anderem mit Albert Einstein, Mahatma Gandhi und Aldous Huxley. 1928 wurde er Herausgeber der Zeitschrift „Bevrijding“ (Befreiung) des „Bundes religiöser Anarcho-Kommunisten“ (Bond van religieuze Anarcho-Communisten). Sein zweibändiges Werk „Vrede als Daad“ (Friede als Tat) erschien 1931/1933 und 1936 eine Biografie über Erasmus von Rotterdam.
Durch den von ihm propagierten gewaltlosen Widerstand kam er unter anderem in Kontakt mit Clara Meijer-Wichmann und Lambertus Johannes Bot. In der 1926 erschienenen Schrift „De wedergeboorte van Maria“ (Die Wiedergeburt von Maria) brachte er zum Ausdruck, dass ein „waarachtig menselijk leven“ (wahrhaft menschliches Leben) von Frauen und Männern erst dann möglich sei, wenn beide ihre Persönlichkeit frei entfalten können – ohne Bevormundung durch Staat, Kirche und anderen Institutionen. Um 1933 lernte er Simone Weil kennen, von deren Schriften er einige in die niederländische Sprache übersetzte. 1934 wurde De Ligts „Kampfplan gegen Krieg und Kriegsvorbereitung“ auf einer Versammlung der War Resisters’ International (WIR) vorgestellt. In Paris gründete er 1938 eine „Friedensakademie“ (Academie de la Paix). Der niederländische Künstler und Anarchist Chris Lebeau entwarf ein Exlibris für De Ligt.
Die Motivation für De Ligts christliches, sozialistisches, antimilitaristisches und anarchistisches Gedankengut gründete in der christlichen Nächstenliebe und seinem Streben nach einer Weltkultur im Geiste des Sozialismus und Anarchismus. Bart de Ligt war ein Inspirator für den niederländischen Anarchismus, für den er vor allem als anregender Theoretiker und Kenner der christlichen und sozialistischen Traditionen wichtig wurde, weniger als Organisator.
Seit 1921 lebte Bart de Ligt in der Schweiz. Von dort reiste oft in sein Heimatland und zu Veranstaltungen in anderen europäischen Ländern. Er starb während eines Aufenthaltes in Frankreich.
Bart de Ligt war verheiratet und Vater eines Sohnes.

## Schriften (in Auswahl)
- Anarchisme en Revolutie. Beschouwingen naar aanleiding van het Anarchisten-congres te Berlijn 25-31 Dec. 1921. Hollandia-drukkerij, Baarn 1922.
- Kerk, cultuur en samenleving. Tien jaar strijd. Arnhem 1925. Darin u. a. Aussagen über Clara Wichmann.
- De wedergeboorte van Maria. Van Loghum Slaterus, Arnhem 1926.
- Vrede als daad. Beginselen, geschiedenis en strijdmethoden van de direkte aktie tegen oorlog. Van Loghum Slaterus, Arnhem 1931 und 1933 (zwei Bände).
- Erasmus. Begrepen uit de geest der renaissance. Van Loghum Slaterus, Arnhem 1936.
- The Conquest of Violence. Dutton, New York 1938 (und zahlreiche Neuausgaben).

## Weiterführende Literatur
- Martin Arnold: Bart de Ligts humanistische Geestelijke Weerbaarheid (= Gütekraft, Teil 4). Verlag Bücken & Sulzer, Overath 2011. ISBN 978-3-936405-67-5.
- Christian Bartolf (Hrsg.): Der Atem meines Lebens. Der Dialog von Mahatma Gandhi und Bart de Ligt über Krieg und Frieden. Gandhi Informations-Zentrum, Berlin 2000. ISBN 3-930093-14-6.
- Nikola Bock: Pazifismus zwischen Anpassung und freier Ordnung. Friedensdiskussion in der Weimarer Republik und die Gewaltfreiheitstheorie des holländischen Pazifisten Bart de Ligt (1883–1938). Verlag Bormann und von Bockel, Hamburg 1991. ISBN 3-927858-12-9.
- Gernot Jochheim: Bart de Ligt: de overwinning op het geweld. Rede ter gelegenheid van de vijftigste sterfdag van Bart de Ligt (1883–1938). (Vortrag in Utrecht am 3. September 1988, anlässlich des 50. Todestages von Bart de Ligt, herausgegeben von Herman Noordegraaf und Wim Robben). Uitgeverij Boxtel, Bart de Ligt-Fonds. Zwolle 1990.
- Gernot Jochheim: Die Entwicklung des Konzepts der „Pazifistischen Volksverteidigung“ im niederländischen Pazifismus. In: Soziale Verteidigung, Jg. 3 (1971), Heft 9/10, S. 36–45.
- Gernot Jochheim: Antimilitaristische Aktionstheorie, soziale Revolution und soziale Verteidigung. Zur Entwicklung der Gewaltfreiheitstheorie in der europäischen antimilitaristischen und sozialistischen Bewegung 1890–1940, unter besonderer Berücksichtigung der Niederlande. Verlag Haag und Herchen, Frankfurt am Main, ISBN 3-88129-070-2 / Uitgeverij Van Gorcum, Assen und Amsterdam, ISBN 90-232-1523-0, 1977.
- Gernot Jochheim: Länger leben als die Gewalt. Der Zivilismus als Idee und Aktion. Edition Weitbrecht, Stuttgart 1986. Darin vor allem die Kapitel Was soziale Verteidigung bedeutet, Erstaunliches aus dem Jahre 1937 und Die gedanklichen Bausteine für ein gewaltloses Verteidigungskonzept, S. 130–138.